# Daniela Druncea
Daniela Druncea (n. 2 noiembrie 1990, Buftea, București, România) este o canotoare și o fostă gimnastă română de talie mondială. Ca gimnastă a fost laureată cu bronz la proba pe echipe din cadrul Campionatul Mondial de Gimnastică Artistică din 2007. La canotaj, în postura de cârmâci al bărcii de 8+1, a fost dublă campioană europeană în 2013 și 2014, vicecampioană mondială în 2014 și laureată cu bronz la Jocurile Olimpice din 2016 de la Rio de Janeiro.

## Carieră
S-a apucat de gimnastică la vârsta de patru ani la CSS Triumf București, apoi a activat la CSA/CSS nr. 3 Steaua. În anul 2005 s-a alăturat lotului de gimnastică artistică feminină al României, cu care a fost medaliată cu bronz la Campionatul Mondial de Gimnastică Artistică din 2007. A fost rezervă în lotului de gimnastică artistică feminină al României la Jocurile Olimpice din 2008 de la Beijing.
În 2009 a renunțat la gimnastică. În timp ce studia la liceu, directorul i-a recomandat să meargă la canotaj și să se facă cârmaci, fiindcă este de statură mică (1,50 m pentru 45 kg). Astfel a trecut la acest sport, la Clubul Sportiv Olimpia București.

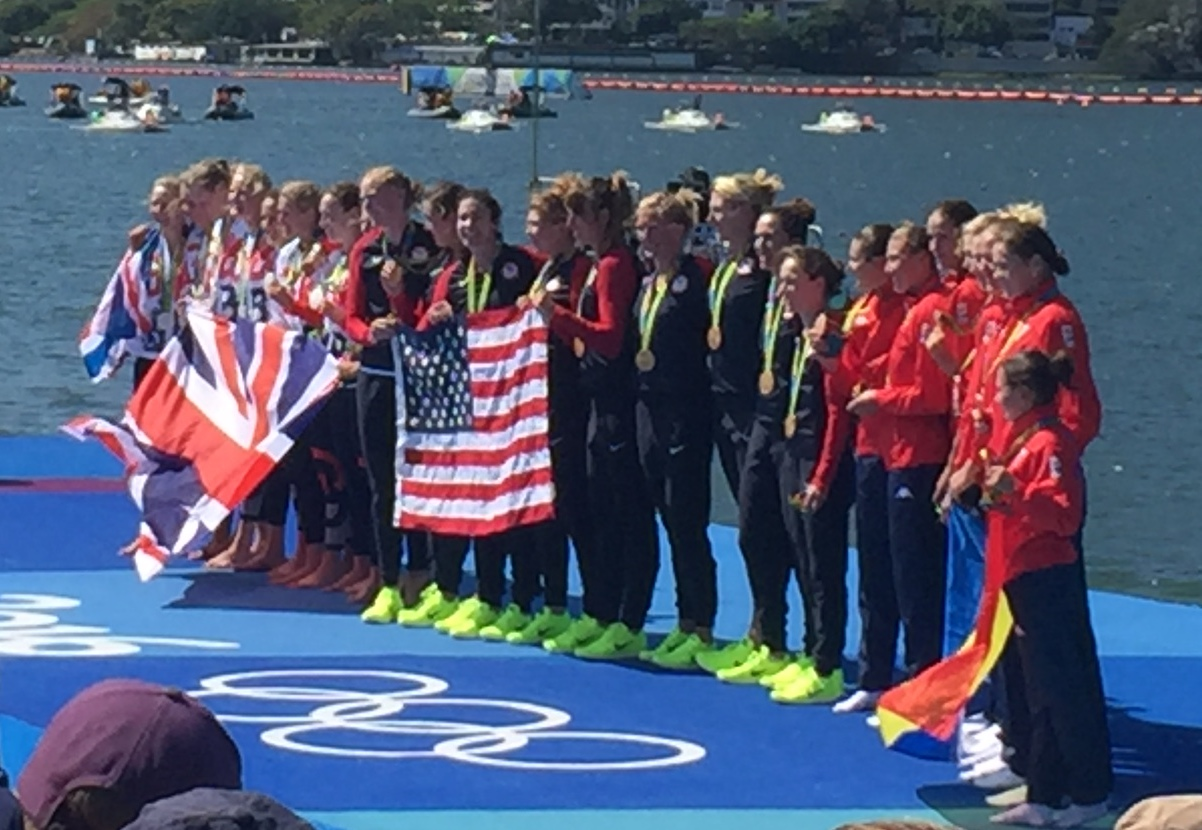
La Jocurile Olimpice de la Rio

În 2013 s-a alăturat lotului național de canotaj al României. Cu barca de 8+1 a fost medaliată cu aur la Europenele de la Sevilla. În același an a cucerit și medalia de argint la Campionatul Mondial de la Chungju. În 2014 barca de 8+1 și-a repetat performanța de la Sevilla, cucerind aurul la Campionatul European de la Belgrad.
La Jocurile Olimpice de vară din 2016, după un început modest, barca de 8+1 a ajuns în finală, unde a terminat pe locul trei, la doar 12 sutimi de secundă de medalia de argint.

## Legături externe
Materiale media legate de Daniela Druncea la Wikimedia Commons
- Pagina de profil pentru Daniela Druncea pe pagina Federației Internaționale de gimnastică
- Profil Arhivat în 8 ianuarie 2021, la Wayback Machine. la World Rowing
- Site neoficial
- Daniela Druncea la Comitetul Olimpic și Sportiv Român (arhivat)
- en Daniela Druncea la Olympedia.org